# Bessancourt
Bessancourt ist eine französische Gemeinde im Département Val-d’Oise in der Region Île-de-France. Sie gehört zum Arrondissement Argenteuil und ist Teil des Kantons Taverny. Der Ort hat 8521 Einwohner (Stand 1. Januar 2022). Die Einwohner heißen Bessancourtois.

## Geografie
Bessancourt liegt am Fuße des 22 Quadratkilometer großen Waldgebietes Forêt de Montmorency.
Umgeben wird Bessancourt von den Nachbargemeinden Frépillon im Norden, Villiers-Adam im Nordosten, Taverny im Südosten, Pierrelaye im Südwesten und Méry-sur-Oise im Westen.
Durch die Gemeinde verläuft die Autoroute A115.

## Bevölkerungsentwicklung
| 1962 | 1968 | 1975 | 1982 | 1990 | 1999 | 2006 | 2011 | 2021 |
| ---- | ---- | ---- | ---- | ---- | ---- | ---- | ---- | ---- |
| 2847 | 3781 | 5978 | 5758 | 6429 | 6999 | 7281 | 6811 | 8172 |

## Sehenswürdigkeiten
- Kirche Saint-Gervais-et-Saint-Protais, gotischer Sakralbau, aus der Zeit um 1250, auf den Fundamenten einer Kapelle aus dem 11. Jahrhundert errichtet, seit 1921 Monument historique
- Mahnmale an die Opfer des Krieges und die Aufopferung der Resistance
- Tor zum Château Madame
- Maison Keller
- Manoir

## Gemeindepartnerschaften
- Holmes Chapel, Cheshire (England), Vereinigtes Königreich, seit 1979
- Zè, Département Atlantique, Benin, seit 2006
- São João da Pesqueira, District Viseu, Portugal, seit 2007
- Tordas, Komitat Féjer, Ungarn, seit 2007

## Persönlichkeiten
- Jean-Jacques Philipp (* 1961), Radrennfahrer